# Quartier Robertsau - Wacken
Le quartier Robertsau - Wacken est l'un des 15 quartiers administratifs de la ville de Strasbourg. Il a été instauré en 2013 à la suite du nouveau découpage administratif des quartiers strasbourgeois.
Il comprend notamment le quartier de la Robertsau, le quartier du Wacken, la cité de l'Ill et le port aux pétroles. La mairie de quartier se trouve rue du Parc à la Robertsau.

## Localisation
Le quartier est situé au nord du territoire communal. Il est composé de la Robertsau et, au sud-ouest, du Wacken. 
Les limites du quartier sont les suivantes : 
- au nord : La Wantzenau ;
- à l'est : le Rhin qui marque la frontière avec l'Allemagne ;
- au sud : le canal de la Marne au Rhin et l'Ill qui marquent la séparation avec le quartier Orangerie - Conseil des XV et le Port du Rhin ainsi que la rue Lauth et la place de Bordeaux qui marquent la séparation avec le quartier Gare - Tribunal ;
- à l'ouest : l'avenue Herrenschmidt qui marque également la séparation avec le quartier Gare - Tribunal, l'Aar et l'Ill qui sépare Strasbourg de Schiltigheim et Bischheim.

## Démographie
Avec 1 810 ha, le quartier représente 23 % du territoire communal. C'est le plus vaste après celui du Neuhof, couvert essentiellement au nord et à l'est par la forêt de la Robertsau. Une partie du port autonome occupe le sud-est du quartier. Les habitations sont concentrées au sud et à l'ouest. Au recensement de 1999, il comptait 22 567 habitants, soit environ 8,5 % de la population municipale.

## Histoire

### La Robertsau
La Robertsau s'est développée autour des activités agricoles, notamment la maraîchage. Le quartier était d’ailleurs considéré comme le grenier de la ville. Les activités liées aux nombreux cours d'eau (l'Ill, le canal de la Marne au Rhin et le Rhin), étaient également bien présentes : pêche, gravières, chantiers navals, etc. Aujourd'hui encore, le quartier conserve ce côté agricole.
Au XVIIIe siècle, la Robertsau est devenue un lieu de villégiature pour les nobles et les bourgeois, qui souhaitaient quitter le centre historique insalubre.
En 1801, le baron de Bussière acquit une vaste propriété qu'il transforma peu à peu en parc à l'anglaise de 24 hectares ; il y fit construire un château. Sa petite-fille, mariée au comte Edmond de Pourtalès-Gorgier, y reçut l'élite du Second Empire. 
Pendant le seconde moitié du XIXe siècle, la création de digues sur le Rhin a constitué un virage décisif pour le développement de la Robsertsau. En effet, les inondations devenant plus rares, quelques industries purent s'implanter, notamment la papeterie, en 1872, qui existe encore de nos jours. Parallèlement, grâce à l'amélioration des méthodes de culture, le secteur maraîcher devient un secteur économique majeur.

Au début du XXe siècle, les jardins ouvriers deviennent peu à peu des jardins familiaux. Aujourd'hui, le quartier en compte 900 sur les 4 800 que compte la ville.
À la fin du XIXe siècle, le port a été déplacé sur le Rhin. À partir de 1924, le port aux pétroles est créé au sud de la Robertsau et l'ensemble du port se développe : création de bassins, de darses, de digues de protection, etc.
Un important développement urbain autour du « vieux quartier » de la Robertsau a eu lieu après le second conflit mondial. A l'ouest du quartier, dans une large boucle de l'Ill, la Cité de l'Ill avec ses 1 760 logements sociaux construits entre 1958 et 1961 constitue un exemple de grand ensemble. De son côté, la Cité des Chasseurs, au nord du quartier, constitue un ensemble de logements construits suivant le modèle des cités-jardins.
Ces dernières années, la Robertsau se développe au nord-est.

### Le Wacken
Le quartier du Wacken doit son nom à une île aussi vaste que la Grande Île, coincée entre l'Ill et l'Aar et coupée en deux par le canal de la Marne au Rhin depuis 1850.
La Wacken est un quartier somme toute assez récent, principalement constitué d’équipements et d’institutions : 
- l'île du Wacken est destinée aux activités sportives : piscine, Tennis-Club de Strasbourg où se déroulent les Internationaux de Strasbourg, stades de football ;
- le parc des expositions qui accueille tous les ans la Foire européenne ;
- un quartier d'affaires : sièges du Crédit mutuel Centre Est Europe, du CIC-Est, un site principal de MMA, ainsi que le la Maison de la Région, siège du Conseil régional du Grand Est et le Palais de la musique et des congrès ;
- le quartier européen de Strasbourg : le bâtiment Louise-Weiss, siège du Parlement européen est au Wacken, les autres bâtiment du Parlement européen ainsi que le Conseil de l'Europe se trouvent à l'ouest du quartier de l'Orangerie, la Pharmacopée européenne et la Cour européenne des droits de l'homme sont à la Robertsau.

Le Wacken ne compte que deux secteurs résidentiels : le quartier Tivoli, composé essentiellement de villas datant en majorité du début du XXe siècle, et la cité Ungemach, bel exemple de cité-jardin des années 1930, avec ses 140 maisons individuelles entourées de jardins, qui contrastent avec le Parlement européen ou le siège de la chaîne de télévision Arte, tous proches.
La mutation de ce secteur se poursuit avec le projet « Archipel » qui doit consister en l'édification d'un quartier d'affaires international de 200 000 m2 sur 12 hectares. La première phase de 100 000 m2 sera réalisée entre 2013 et 2017 avec 70 000 m2 de bureaux dont 30 000 m2 pour les institutions européennes, 15 000 m2 de logements, 11 000 m2 pour une résidence hôtelière, 4 000 m2 pour des commerces. La deuxième tranche se réalisera de 2018 à 2023 pour 100 000 m2 supplémentaires,.

## Transports en commun
Plusieurs stations du tramway desservent le quartier : Lycée Kléber, Wacken, Parlement Européen, Droits de l'homme , Boecklin , Jardiniers, Mélanie et Robertsau-L'Escale (terminus de la ligne E).